# Monte Banahaw
Il monte Banahaw, o Banáhao, (in tagalog: Bundok Banahaw) è, con i suoi 2169 m di altezza, il più alto di un complesso stratovulcanico attivo costituito da tre edifici adiacenti situato nell'isola di Luzon sul confine fra le provincie di Quezon e di Laguna nella parte centrosettentrionale dell'arcipelago delle Filippine. Il complesso vulcanico è completato dai vulcani San Cristóbal a Ovest e Banáhao de Lucban a Nord-est e ha una base di circa 25 chilometri.
Nei pressi dell'abitato di Dolores, a Ovest del vulcano che è costituito in prevalenza da andesite, sono presenti due maar che formano il Lago Dagatan e il Lago Ticab.
L'attività vulcanica storica del Banahaw riporta tre eruzioni esplosive nel 1730, 1743 e 1843: l'eruzione del 1730 portò alla creazione di un lago craterico e la produzione di due importante colate laviche, una delle quali si mosse verso per 26 chilometri verso Sud-est andando a formare una sezione lunga 10 chilometri dell'attuale costa della Baia di Tayabas.
Intorno al complesso vulcanico si trovano le fonti termali di San Pablo-Tiaong, Bakia, Sampaloc, Mainit e Cagsiay.

## Area paesaggistica protetta dei monti Banahaw-San Cristobal
Il vulcano è compreso nell'Area paesaggistica protetta dei monti Banahaw-San Cristobal, creata nel 2003 dall'allora presidente delle Filippine Gloria Arroyo: l'area protetta si estende intorno ai due vulcano su un'area di 109 chilometri quadrati.